# Akinori Nakagawa
Akinori Nakagawa (中川 晃教 / Akinori Nakagawa, Sendai, Miyagi, 5 de Novembro de 1982) é um  cantor, compositor, e  ator japonês. 

## Discografia

### Álbuns de Estúdio
- 2001: Akinori Nakagawa
- 2004: Himself
- 2004: Oasis
- 2005: Sabaku

### Álbum de compilação
- 2006: Akinori Nakagawa 2001-2005

## Representações

### Séries televisivas
- 2009. Tenchijin como Tokugawa Hidetada (NHK)
- 2009. Konkatsu Rikatsu como Shogo Kayama (NHK)